# Pedro Aicart
Pedro Aicart Iniesta (Chulumani, 21 février 1952 – Trujillo, 28 juillet 2013), est un footballeur bolivien naturalisé péruvien qui jouait au poste d'attaquant.

## Biographie
Pedro Aicart est le fils cadet de la famille Aicart-Iniesta qui quitte l'Espagne en raison de la Guerre civile en 1936. La famille s'établit en Bolivie (où naît Pedro Aicart en 1952), puis en Argentine et finalement au Pérou.
Il débute comme footballeur professionnel avec l'Universitario de Deportes avant d'être recruté en novembre 1973 par le FC Barcelone où il coïncide avec son compatriote Hugo Sotil et Johan Cruyff. Ensemble, ils remportent le championnat 1973-74, même s'il ne dispute aucun match de cette campagne car non convoqué par l'entraîneur Rinus Michels.
En 1974, il rejoint l'Hércules d'Alicante avec qui il accède à la Première division l'année suivante. En 1976, il est recruté par le Málaga CF où il reste jusqu'en 1980. 
Ensuite il retourne au Pérou et après une pige au Juan Aurich en 1980, il met un terme à sa carrière de joueur à l'Universitario de Deportes, club qui l'avait formé, en 1982. 
Ayant suivi des cours à Séville afin de devenir entraîneur, il s'occupe de la formation des jeunes, notamment à l'Academia Cantolao, jusqu'à son décès survenu en juillet 2013, alors qu'il disputait un match de vétérans dans la ville de Trujillo, au nord du Pérou.

## Palmarès(joueur)
Universitario de Deportes
- Championnat du Pérou (1) :
  - Champion : 1982.
- Copa Libertadores :
  - Vice-champion : 1972.